# Frontière entre la Colombie et le Pérou
La frontière entre la Colombie et le Pérou est la frontière séparant la Colombie et le Pérou.
Le tracé actuel est fixé par le Protocole de Rio de Janeiro, signé par les deux États à Rio de Janeiro le 24 mai 1934 et qui met fin à la guerre entre la Colombie et le Pérou de 1932-1933 et confirme le traité Salomón–Lozano signé à Lima le 24 mars 1922.

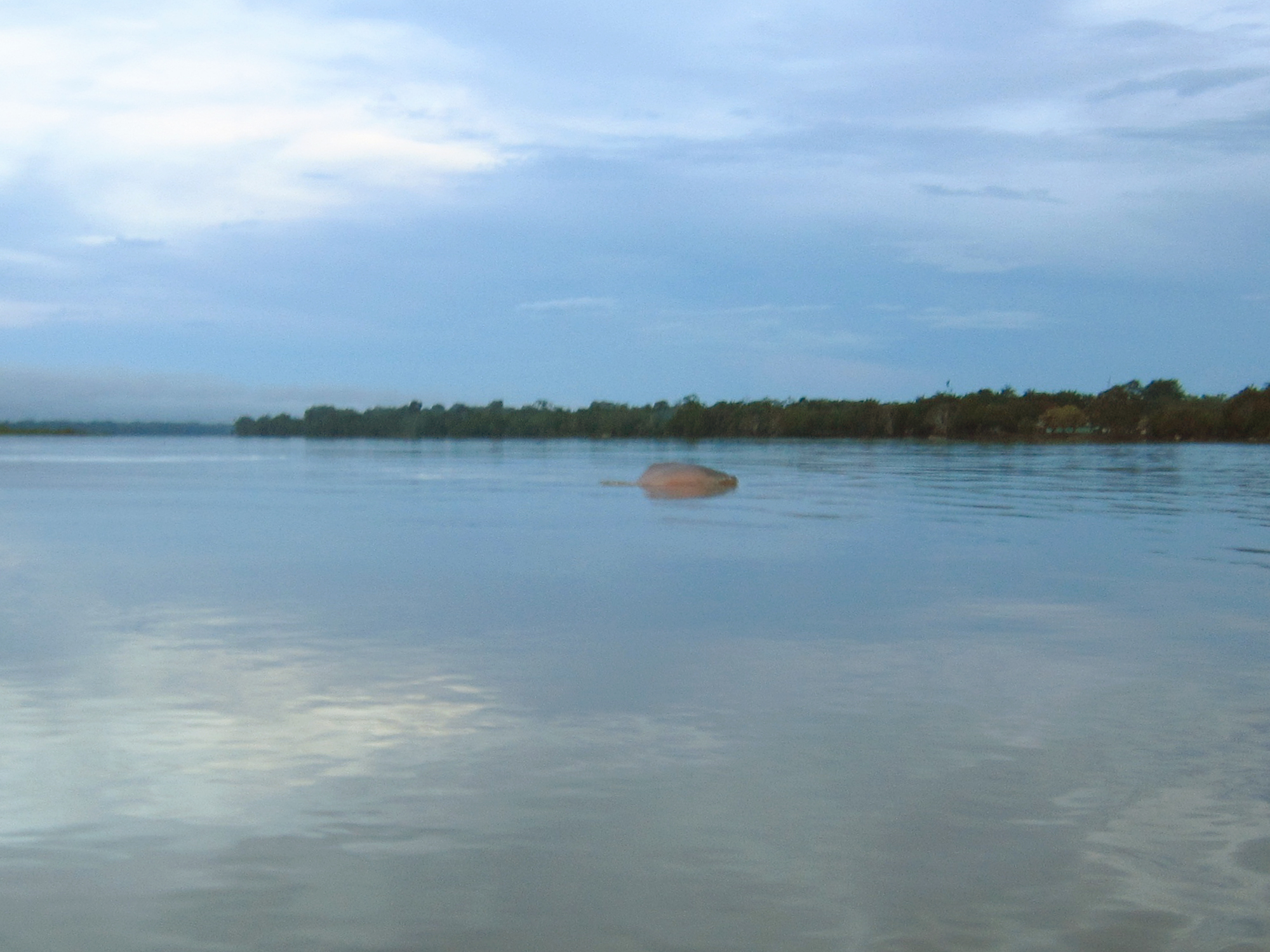
L'Amazone, au niveau de Bista Alegre, marque la frontière entre le Pérou et la Colombie

La protocole de Rio établit la frontière sur le cours du río Putumayo, à l'exception du trapèze amazonien, entre le Putumayo et l'Amazone, qui est sous la souveraineté de la Colombie. Cette frontière fait 1 626 km de long et sépare les départements colombiens de Putumayo et Amazonas de la région péruvienne de Loreto.